# Каркаринське повстання 1916 року
Каркаринське повстання 1916 (Каракаринське повстання, Албанське повстання, Албан-Буги) — епізод Центральноазійського повстання 1916 року в Казахстані. За хронологією вважається частиною Семирічинського повстання. У деяких архівних документах згадується як Албанське повстання, у народній пам'яті як Албан-Буги.
Під назвою Каркара була відома область кочування казахів із роду албан. До складу Каркари входили 16 волостей Семиріченської області, з яких 13 належали до Джаркентського повіту, решта 3 — до Верненського. 6 липня 1916 представники цих волостей, зібравшись на горі Акбеїт, домовилися не виконувати царський указ про заклик на тилові роботи казахських чоловіків у віці 19-43 років. Наступного дня начальник приставства «Наринкол — Шарин» Подвірков зустрівся з делегацією албан, до складу якої входили 13 найавторитетніших представників роду, і зажадав негайного виконання царського указу. Присутні пообіцяли дати відповідь через 3-4 дн.
10 липня на джайляу «Кабан-Карагай» за 10 км від Каркаринського ярмарку, під керівництвом Узака Сарикова зібралися представники 11 албанських волостей (Курманської, Меркенської, Шилікської, Торайгирека, Саритагайської, Конирборицької, Кожбанбетської, Кожбанбетської, Кожбанбетської). Збори відмовилися давати людей на тилові роботи. Проте вже наступного дня, 11 липня майже всі присутні на сході були заарештовані царською владою і ув'язнені. Місцевість, де розгорнулися дані події, згодом отримала народну назву Ереултобе (Ереуілтобе, «Сопка повсталих»).
Ще одна група повсталих спробувала розпочати озброєну боротьбу, але майже відразу знищена урядовими військами в бою на перевалі Кайка. Однак навіть такі суворі заходи не дозволили придушити повстання, яке швидко поширювалося регіоном. Так, 14 серпня семирічний військовий губернатор Михайло Фольбаум, повідомляючи про масштабний бунт у Джаркентському та Пржевальському повітах і про облогу повстанцями Каркарінського ярмарку, через брак сил для боротьби з повсталими просив підкріплення.
Тільки наприкінці вересня — на початку жовтня урядові війська розгромили основні сили повсталих. Серйозно постраждало і мирне населення: багато албанів загинули або втекли до Китаю.
Про Каркарінське повстання писали Мухтар Ауезов в історичному творі «Қили замаң», Турсин Журтбаєв у книзі «Бейуак», С. Танекеєв у книзі «Қарқара — Албан көтерілісі».